# Maxdorf
Maxdorf è un comune di 7.218 abitanti della Renania-Palatinato, in Germania.
Appartiene al circondario (Landkreis) del Rhein-Pfalz-Kreis (targa RP) ed è parte della comunità amministrativa (Verbandsgemeinde) di Maxdorf. Maxdorf è il capoluogo della comunità amministrativa.